# Ulf Gadd
Ulf Axel Gadd, född 8 maj 1943 i Göteborgs Kristine församling, död 9 juni 2008 på Bali i Indonesien, var en svensk balettdansare och koreograf. Han var son till Karl Axel Gadd och bror till Pia Gadd.

## Biografi
Efter utbildning i Göteborg och Stockholm var Ulf Gadd engagerad som solist vid Kungliga teatern i Stockholm 1960–1967 och hade också under denna period koreografiuppdrag. Åren 1967–1968 var han solist på Harkness ballet of New York. Han debuterade som koreograf hösten 1969 med tre olika verk. Oftast nämns Ebb och flod, som debutverk. Ebb och flod skapades för Stora teaterns balett i Göteborg, men debuten var egentligen trefaldig. Gadds verk Opus 21 ingick i tv-programmet Gaytime, som spelades in i Göteborg och sändes hösten 1969. Gadd koreograferade även ett pas de deux för sig själv och dansaren Carina Jarlemark. År 1970 fick han sitt internationella genombrott som koreograf med Den mirakulöse mandarinen, som först skapades för Stora teaterns balett i Göteborg. Verket ingick hösten 1970 i utbrytargruppen Nya svenska balettens repertoar, och sattes även upp på Kungliga teatern i Stockholm och på American Ballet Theatre under 1971. 
Ulf Gadd blev 1968[källa behövs] premiärdansör vid Stora teatern i Göteborg och var balettchef där 1976–1988, varefter han flyttade till Bali. Han kom tillbaka till Sverige för tre år 1996, när Göteborgsoperan flyttade in i sitt nya operahus. Ulf Gadd medverkade också på Confidencen.
Han var "sommarpratare" i radioprogrammet Sommar på Sveriges Radio P1 1998.

## Priser och utmärkelser
- 1982 – Svenska Dagbladets operapris
- 1989 – Litteris et Artibus

## Koreografiska verk[3]
- 1969 – Ebb och Flod, Kungliga Operan, senare för London Festival Ballet.
- 1970 – Den mirakulösa mandarinen, New Swedish Ballet, London, Kungliga Operan 1971 och American Ballet Theatre 1971
- 1971 – Aida, Scandinavium
- 1972 – Tratto, New Swedish Ballet
- 1972 – Gemini Suite, Stora Teatern
- 1973 – Koreografiska etyder, Cullbergbaletten
- 1973 – Dårarnas hus, Stora Teatern
- 1974 – Orfeus, Stora Teatern
- 1974 – Törnrosa, Kungliga Operan
- 1975 – Kalevala, Stora Teatern
- 1978 – Kristina, Stora Teatern
- 1979 – Animalen, Stora Teatern
- 1979 – Coppélia, Stora Teatern
- 1980 – Diaghilevs ryska balett, Stora Teatern
- 1981 – Gösta Berlings saga, 1988 Kungliga Operan
- 1982 – Orfeus, Kungliga Operan
- 1982 – Våroffer, Stora Teatern
- 1982 – Sju japanska blad, Stora Teatern
- 1983 – Eldfågeln, Stora Teatern
- 1983 – Ringen, Stora Teatern
- 1984 – Den dunkles danser, Stora Teatern
- 1985 – Tango Buenos Aires 1907, Stora Teatern
- 1986 – Tari Tunggal, Stora Teatern
- 1987 – Harmagedon, Stora Teatern
- 1988 – En fauns eftermiddag, Stora Teatern
- 1988 – Gallos – Tango Buenos Aires 1908, Riksteatern, 1989 SVT2
- 1993 – Scheherazade, Kungliga Operan
- 1997 – Bhima, vindarnas son, Göteborgsoperan
- 2007 – I krig och fred med Claudio Monteverdi, Confidencen

## TV-produktioner[3]
- 1980 – Avskjed, NRK–SR1
- 1986 – Aestus, SVT